# 野上国佐
野上 国佐（のがみ くにすけ、1774年（安永3年） - 1846年（弘化3年））は、久保田藩の下級能史である。明徳館の最高職である酒祭などを歴任する。国佐は通称で、野上陳令や東蔵とも称した。字は安民または子民であった。号は楢山、自得、千秋園、古香庵で、家に作った塾の名は好古堂(興進堂)といった。

## 来歴
- 1774年 10月8日出生。名前は東蔵。
- 1789年 大番に任命される。
- 1798年 7月7日学館(明徳館)勤番。
- 1800年-1803年 武藤礼治と共に江戸留学。折衷学派の山本北山のもとに寄宿する。
- 1801年 一旦帰国して、学館教授となる。
- 1809年 財用吟味役として能代詰。
- 1811年 銅山方吟味役に任命される。
- 1813年 吟味役として箱館出張。
- 1814年 1月能代在番に復帰。5月副役に任命され能代方御用と兼任する。
- 1815年 評定奉行に任命される。(～1822年)
- 1816年 町方御用を担当。
- 1819年 御学館御用係兼帯。
- 1821年 御用目付衆御用を担当。
- 1822年 藩校の教職員である文学となる。
- 1822年 友千代様御授読係を担当。
- 1833年 9月卸町奉行助力に任命される。11月御評定奉行に任命される。
- 1833年 12月藩校の最高職である酒祭となる。この時には、評定奉行格として他の評定奉行と一緒に藩の会議に出席することを求められる。
- 1846年 死去

## 人物
出羽久保田藩第9代藩主佐竹義和の藩政改革により頭角を現した下級能吏の一人。野上の禄高は最初40石にすぎなかったが、最終的には125石に達した。久保田藩のいわゆる「改革派官僚」の一人である。
武道が得意で、楢山すなわち金照寺山に隠宅を設けていた。家塾では数百人に武道を教え、天流兵法および柏木流の師範をしていた。
性格は生真面目で「能代方御用日記」に次のようなエピソードが記録されている。能代方片付(かたづけ)を仰せつかった野上はその直後、上役から「木羽代不納帖」という帳簿を預けられる。これは前任者が上役の依頼に応じて私的に融通した木羽の代金の不納分を記録したものだが、野上はこれは公用ではなく自分が処理するものではないとして、前任者に帳簿を突き返している。
北浦一揆の前年には、藩内の不穏な空気を感じた野上は佐竹義厚に再三にわたって領内の巡行を促している。しかし、実際に佐竹義厚による領内の巡行が実施されたのは、北浦一揆が起きてからであった。1834年や1840年には、佐竹義厚に対して人払いをして、君主と政治の基本を進講している。内容は儒学の基礎ともいえるものであり、このため金森正也は「野上にとって義厚は、期待から遠い主」であったのではないかとしている。
野上は佐竹藩重臣の渋江和光と対立した。渋江和光は御相手番という役職であり、家老に準じる役職であるが、実際の所は登城して藩主や同僚との相手をするという閑職でもあった。渋江和光は家老たちに諫言することもいとわない下級官僚が嫌いであった。渋江和光は刈和野に所領を持っていた。刈和野に明徳館の郷校を設置するにあたり、トラブルが発生する。藩の上層部は事を荒立てない処理を望んだが、野上国佐は徹底的に理論で対抗した。渋江和光は、初代渋江内膳以来の家柄で「自分と"上"は同じである」とまでも言っているのに対し、下級官僚の野上国佐はそれを「私意」であると切り捨てて、組織人にあるまじき行いであるとまで断罪し、一歩も後に引かなかった。この件は、結果的に野上の主張が通った。『渋江和光日記』には、北浦一揆の対応策で藩主が巡行したことに触れ「大変恐れ多いことだが、御威厳を貶めることになった。役人達の上申により実現したことと聞いているが、役人達は何が大切なのかを分かっていない」と書いている。また、藩の財政が逼迫し佐竹家家宝を売って不足分にあてた件でも「かような事みなもって祭酒の馬鹿野上国佐がいたし候事」「国佐は大不孝、その上祭酒など相勤め候にはこれなく候」とある。
野上の墓は金照寺山にある。野上国佐には実子がいなく、弟軍蔵の子である野上陳考が義子として跡を継いだ。

## 著作物
- 「能代方御用日記」『能代史誌』資料編 近世一 収録
- 「能代方御用留」『能代史誌』資料編 近世一 収録